# Zależności pomiędzy pojemnościami cieplnymi
W termodynamice, pojemność cieplna przy stałej objętości {\displaystyle C_{V}} i pojemność cieplna przy stałym ciśnieniu {\displaystyle C_{P}} są wielkościami ekstensywnymi, które mogą być wyrażane poprzez jednostki energii na stopnie temperatury.

## Zależności
Z praw termodynamiki wynikają następujące zależności pomiędzy dwiema pojemnościami cieplnymi:
{\displaystyle C_{P}-C_{V}=VT{\frac {\alpha ^{2}}{\beta _{T}}},}
{\displaystyle {\frac {C_{P}}{C_{V}}}={\frac {\beta _{T}}{\beta _{S}}},}
gdzie {\displaystyle \alpha } to Współczynnik rozszerzalności cieplnej:
{\displaystyle \alpha ={\frac {1}{V}}\left({\frac {\partial V}{\partial T}}\right)_{P},}
{\displaystyle \beta _{T}} to ściśliwość izotermiczna:
{\displaystyle \beta _{T}=-{\frac {1}{V}}\left({\frac {\partial V}{\partial P}}\right)_{T},}
{\displaystyle \beta _{S}} to ściśliwość izentropowa:
{\displaystyle \beta _{S}=-{\frac {1}{V}}\left({\frac {\partial V}{\partial P}}\right)_{S}.}
Odpowiednie wyrażenie na różnice w ciepłach właściwych (wielkości intensywne przy stałej objętości i ciśnieniu) są następujące:
{\displaystyle c_{p}-c_{v}={\frac {\alpha ^{2}T}{\rho \beta _{T}}},}
gdzie {\displaystyle \rho } to gęstość substancji w danych warunkach.
Odpowiednie wyrażenie na współczynnik pojemności cieplnej pozostaje taki sam, ponieważ wielkości zależne od wielkości układu termodynamicznego, czy to wyrażając na masę czy na mole, anulują się we współczynniku, ponieważ ciepła właściwe są wielkościami intensywnymi. Stąd:
{\displaystyle {\frac {c_{p}}{c_{v}}}={\frac {\beta _{T}}{\beta _{S}}}.}
Wyrażenie na różnicę pozwala otrzymać pojemność cieplną dla ciał stałych przy stałej objętości (które nie jest łatwo zmierzyć) wyrażone w jednostkach wielkości, które łatwo zmierzyć.

## Pochodne
Jeśli nieskończenie mała ilość ciepła {\displaystyle \delta Q} jest dostarczona do układu w sposób kwazistatyczny, wtedy według drugiej zasady termodynamiki zmiana entropii układ wyraża się następująco:
{\displaystyle \mathrm {d} S={\frac {\delta Q}{T}},}
ponieważ
{\displaystyle \delta Q=C\mathrm {d} T,}
gdzie {\displaystyle C} to pojemność cieplna, stąd:
{\displaystyle T\mathrm {d} S=C\mathrm {d} T.}
Pojemność cieplna zależy od tego jak zewnętrzne zmienne układu zmieniają się kiedy jest dostarczane ciepło. Jeśli jedyną zewnętrzną zmienną układu jest objętość, to można zapisać:
{\displaystyle \mathrm {d} S=\left({\frac {\partial S}{\partial T}}\right)_{V}\mathrm {d} T+\left({\frac {\partial S}{\partial V}}\right)_{T}\mathrm {d} V.}
Stąd widać, że:
{\displaystyle C_{V}=T\left({\frac {\partial S}{\partial T}}\right)_{V},}
wyrażając {\displaystyle \mathrm {d} S} w zakresie {\displaystyle \mathrm {d} T} i {\displaystyle \mathrm {d} P,} podobnie jak powyżej, prowadzi do wyrażenia:
{\displaystyle C_{P}=T\left({\frac {\partial S}{\partial T}}\right)_{P}.}
Możemy znaleźć powyższe wyrażenie dla {\displaystyle C_{P}-C_{V}} poprzez wyrażenie {\displaystyle \mathrm {d} V} w zakresie {\displaystyle \mathrm {d} P} i {\displaystyle \mathrm {d} T} w powyższym wyrażeniu na {\displaystyle \mathrm {d} S.} Otrzymamy:
{\displaystyle \mathrm {d} V=\left({\frac {\partial V}{\partial T}}\right)_{P}\mathrm {d} T+\left({\frac {\partial V}{\partial P}}\right)_{T}\mathrm {d} P,}
co daje
{\displaystyle \mathrm {d} S=\left[\left({\frac {\partial S}{\partial T}}\right)_{V}+\left({\frac {\partial S}{\partial V}}\right)_{T}\left({\frac {\partial V}{\partial T}}\right)_{P}\right]\mathrm {d} T+\left({\frac {\partial S}{\partial V}}\right)_{T}\left({\frac {\partial V}{\partial P}}\right)_{T}\mathrm {d} P}
i widzimy, że:
{\displaystyle C_{P}-C_{V}=T\left({\frac {\partial S}{\partial V}}\right)_{T}\left({\frac {\partial V}{\partial T}}\right)_{P}=VT\alpha \left({\frac {\partial S}{\partial V}}\right)_{T}.}
Pochodna cząstkowa {\displaystyle \left({\frac {\partial S}{\partial V}}\right)_{T}} może zostać zapisana w zakresie zmiennych, które nie wymagają użycia entropii w odpowiedniej relacji Maxwella. Relacje te wynikają z podstawowej relacji termodynamicznej:
{\displaystyle \mathrm {d} E=T\mathrm {d} S-P\mathrm {d} V.}
Wynika z tego, że różnica wolnej energii Helmholtza {\displaystyle F=E-TS} to:
{\displaystyle \mathrm {d} F=-S\mathrm {d} T-P\mathrm {d} V,}
oznacza to, że:
{\displaystyle -S=\left({\frac {\partial F}{\partial T}}\right)_{V}}
oraz
{\displaystyle -P=\left({\frac {\partial F}{\partial V}}\right)_{T}.}
Symetria drugiej pochodnej {\displaystyle F} w odniesieniu do {\displaystyle T} i {\displaystyle V} daje:
{\displaystyle \left({\frac {\partial S}{\partial V}}\right)_{T}=\left({\frac {\partial P}{\partial T}}\right)_{V},}
co pozwala nam zapisać:
{\displaystyle C_{P}-C_{V}=VT\alpha \left({\frac {\partial P}{\partial T}}\right)_{V},}
Prawa strona równania zawiera pochodną przy stałej objętości, która może być trudna do zmierzenia. Możemy przepisać je w następujący sposób:
{\displaystyle \mathrm {d} V=\left({\frac {\partial V}{\partial P}}\right)_{T}\mathrm {d} P+\left({\frac {\partial V}{\partial T}}\right)_{P}\mathrm {d} T.}
Ponieważ pochodna cząstkowa {\displaystyle \left({\frac {\partial P}{\partial T}}\right)_{V}} jest po prostu stosunkiem {\displaystyle \mathrm {d} P} i {\displaystyle \mathrm {d} T} dla {\displaystyle \mathrm {d} V=0,} możemy otrzymać to, podstawiając {\displaystyle \mathrm {d} V=0} w powyższym równaniu i rozwiązując je, by otrzymać ten stosunek. Otrzymujemy wtedy:
{\displaystyle \left({\frac {\partial P}{\partial T}}\right)_{V}=-{\frac {\left({\frac {\partial V}{\partial T}}\right)_{P}}{\left({\frac {\partial V}{\partial P}}\right)_{T}}}={\frac {\alpha }{\beta _{T}}},}
co daje nam wyrażenie:
{\displaystyle C_{P}-C_{V}=VT{\frac {\alpha ^{2}}{\beta _{T}}}.}
Wyrażenie na stosunek pojemności cieplnych można uzyskać w następujący sposób:
{\displaystyle {\frac {C_{P}}{C_{V}}}={\frac {\left({\frac {\partial S}{\partial T}}\right)_{P}}{\left({\frac {\partial S}{\partial T}}\right)_{V}}}.}
Pochodna cząstkowa w liczniku może być wyrażona jako stosunek pochodnych cząstkowych ciśnienia w odniesieniu do temperatury i entropii. Jeżeli w wyrażeniu
{\displaystyle \mathrm {d} P=\left({\frac {\partial P}{\partial S}}\right)_{T}\mathrm {d} S+\left({\frac {\partial P}{\partial T}}\right)_{S}\mathrm {d} T}
założymy {\displaystyle \mathrm {d} P=0} i rozwiążemy stosunek {\displaystyle {\frac {\mathrm {d} S}{\mathrm {d} T}},} otrzymamy {\displaystyle \left({\frac {\partial S}{\partial T}}\right)_{P}.} W ten sposób otrzymujemy:
{\displaystyle \left({\frac {\partial S}{\partial T}}\right)_{P}=-{\frac {\left({\frac {\partial P}{\partial T}}\right)_{S}}{\left({\frac {\partial P}{\partial S}}\right)_{T}}}.}
Podobnie możemy przepisać pochodną cząstkową {\displaystyle \left({\frac {\partial S}{\partial T}}\right)_{V}} poprzez wyrażenie {\displaystyle \mathrm {d} V} w zakresie {\displaystyle \mathrm {d} S} i {\displaystyle \mathrm {d} T,} zakładając {\displaystyle \mathrm {d} V=0} i rozwiązując stosunek {\displaystyle {\frac {\mathrm {d} S}{\mathrm {d} T}}.} jeśli podstawimy to wyrażenie w stosunku pojemności cieplnej wyrażonej jako stosunek pochodnych cząstkowych powyższej entropii, otrzymamy:
{\displaystyle {\frac {C_{P}}{C_{V}}}={\frac {\left({\frac {\partial P}{\partial T}}\right)_{S}}{\left({\frac {\partial P}{\partial S}}\right)_{T}}}{\frac {\left({\frac {\partial V}{\partial S}}\right)_{T}}{\left({\frac {\partial V}{\partial T}}\right)_{S}}}.}
Łącząc razem dwie pochodne przy stałej S:
{\displaystyle {\frac {\left({\frac {\partial P}{\partial T}}\right)_{S}}{\left({\frac {\partial V}{\partial T}}\right)_{S}}}=\left({\frac {\partial P}{\partial T}}\right)_{S}\left({\frac {\partial T}{\partial V}}\right)_{S}=\left({\frac {\partial P}{\partial V}}\right)_{S}.}
Łącząc razem dwie pochodne przy stałej T:
{\displaystyle {\frac {\left({\frac {\partial V}{\partial S}}\right)_{T}}{\left({\frac {\partial P}{\partial S}}\right)_{T}}}=\left({\frac {\partial V}{\partial S}}\right)_{T}\left({\frac {\partial S}{\partial P}}\right)_{T}=\left({\frac {\partial V}{\partial P}}\right)_{T}.}
Możemy więc napisać:
{\displaystyle {\frac {C_{P}}{C_{V}}}=\left({\frac {\partial P}{\partial V}}\right)_{S}\left({\frac {\partial V}{\partial P}}\right)_{T}={\frac {\beta _{T}}{\beta _{S}}}.}

## Gaz doskonały
Postaramy się otrzymać wyrażenie {\displaystyle C_{P}-C_{V}} dla gazu doskonałego.
Gaz doskonały ma równanie stanu:
{\displaystyle PV=nRT,}
gdzie:
{\displaystyle P} – ciśnienie,
{\displaystyle V} – objętość,
{\displaystyle n} – liczba moli,
{\displaystyle R} – stała gazowa,
{\displaystyle T} – temperatura.
Równanie stanu gazu doskonałego może być łatwo przekształcone, dając:
{\displaystyle V=nRT/P} lub {\displaystyle nR=VP/T.}
Z powyższego równania stanu łatwo otrzymać następujące pochodne cząstkowe:
{\displaystyle \left({\frac {\partial V}{\partial T}}\right)_{P}\ ={\frac {nR}{P}}\ =\left({\frac {VP}{T}}\right)\left({\frac {1}{P}}\right)={\frac {V}{T}},}
{\displaystyle \left({\frac {\partial V}{\partial P}}\right)_{T}\ =-{\frac {nRT}{P^{2}}}\ =-{\frac {PV}{P^{2}}}\ =-{\frac {V}{P}}.}
Dla współczynnika rozszerzalności cieplnej {\displaystyle \alpha } otrzymuje się poniższe proste wyrażenie:
{\displaystyle \alpha ={\frac {1}{V}}\left({\frac {\partial V}{\partial T}}\right)_{P}\ ={\frac {1}{V}}\left({\frac {V}{T}}\right),}
{\displaystyle \alpha =1/T,}
a ściśliwości izotermicznej {\displaystyle \beta _{T}{:}}
{\displaystyle \beta _{T}=-{\frac {1}{V}}\left({\frac {\partial V}{\partial P}}\right)_{T}\ =-{\frac {1}{V}}\left(-{\frac {V}{P}}\right),}
{\displaystyle \beta _{T}=1/P.}
Teraz obliczamy {\displaystyle C_{P}-C_{V}} dla gazu doskonałego z wcześniej otrzymanych wzorów ogólnych:
{\displaystyle C_{P}-C_{V}=VT{\frac {\alpha ^{2}}{\beta _{T}}}\ =VT{\frac {(1/T)^{2}}{1/P}}={\frac {VP}{T}}.}
Podstawiając z równania gazu doskonałego otrzymujemy:
{\displaystyle C_{P}-C_{V}=nR.}
Wyrażając w molach, wyrażenie na różnicę molowych pojemności cieplnych gazów doskonałych otrzymujemy po prostu wartość {\displaystyle R{:}}
{\displaystyle C_{P,m}-C_{V,m}={\frac {C_{P}-C_{V}}{n}}={\frac {nR}{n}}=R.}
Ten wynik będzie prawidłowy jeśli właściwa różnica została wyprowadzona bezpośrednio z ogólnego wyrażenia na {\displaystyle c_{p}-c_{v}.}